# Temporada 2021-22 da VTB United League
A Temporada da VTB United League será a 13ª temporada da VTB United League e a nona como competição de elite do basquetebol masculino da Rússia. A competição tem como patrocinador principal o maior banco do país, VTB Bank.
A equipe do CSKA Moscovo é o maior campeão e busca o décimo primeiro título.
Essa temporada ficou marcada pela desistência das equipes do Kalev/Kramo (Estônia) e do Zielona Góra (Polónia) em decorrência da Invasão da Ucrânia pela Rússia em 2022, bem como o primeiro título do Zenit de São Petersburgo com vitória sobre o rival CSKA de Moscovo na série encerrada por 4 a 3.

## Equipes participantes
| Clube                  | Localização     | Arena                         | Capacidade | Treinador          |
| ---------------------- | --------------- | ----------------------------- | ---------- | ------------------ |
| Astana                 | Astana          | Velódromo Saryarka            | 10 000     | Emil Rajkovikj     |
| Avtodor Saratov        | Saratov         | Palácio dos Esportes          | 6 100      | Gordie Herbert     |
| CSKA Moscou            | Moscovo         | Megasport Arena               | 13 344     | Dimitrios Itoudis  |
| Enisey Krasnoyarsk     | Krasnoyarsk     | Arena Sever                   | 4 100      | Drazen Anzulovic   |
| Kalev/Cramo            | Tallinn         | Saku Suurhall                 | 7 000      | Roberts Stelmahers |
| Lokomotiv Kuban        | Krasnodar       | Basketball Hall               | 7 500      | Evgeniy Pashutin   |
| Nizhny Novgorod        | Níjni Novgorod  | CEC Nagorny                   | 5 600      | Zoran Lukić        |
| Parma                  | Perm            | Pavilhão Esportivo Molot      | 7 000      | Kazys Maksvytis    |
| Zielona Góra           | Zielona Góra    | CRS Hall Zielona Góra         | 6 080      |                    |
| Tsmoki-Minsk           | Minsk           | Arena Minsk                   | 15 086     |                    |
| UNICS                  | Cazã            | Basket-Hall Kazan             | 7 486      | Dimitrios Priftis  |
| Zenit Saint Petersburg | São Petersburgo | Palácio de Esportes Yubileyny | 7 044      | Xavi Pascual       |

## Temporada Regular

### Classificação Fase Regular
| Pos. | Clube                  | J                        | V                        | D                        | P+ / P-                  | %                        | Classificação            |
| ---- | ---------------------- | ------------------------ | ------------------------ | ------------------------ | ------------------------ | ------------------------ | ------------------------ |
| 1    | CSKA Moscou            | 20                       | 17                       | 3                        | 1794:1390                | 0.850                    | Playoffs                 |
| 2    | Zenit Saint Petersburg | 20                       | 16                       | 4                        | 1713:1464                | 0.800                    | Playoffs                 |
| 3    | UNICS                  | 20                       | 16                       | 4                        | 1707:1459                | 0.800                    | Playoffs                 |
| 4    | Lokomotiv Kuban        | 19                       | 12                       | 7                        | 1761:1656                | 0.632                    | Playoffs                 |
| 5    | Parma                  | 19                       | 11                       | 8                        | 1453:1460                | 0.579                    | Playoffs                 |
| 6    | Avtodor Saratov        | 19                       | 10                       | 9                        | 1556:1633                | 0.526                    | Playoffs                 |
| 7    | Nizhny Novgorod        | 19                       | 7                        | 12                       | 1448:1495                | 0.368                    | Playoffs                 |
| 8    | Enisey Krasnoyarsk     | 18                       | 6                        | 12                       | 1381:1474                | 0.333                    | Playoffs                 |
| 9    | Tsmoki-Minsk           | 19                       | 3                        | 16                       | 1289:1639                | 0.158                    |                          |
| 10   | Astana                 | 20                       | 3                        | 17                       | 1379:1647                | 0.150                    |                          |
| 11   | Zielona Góra           | Desistiram da competição | Desistiram da competição | Desistiram da competição | Desistiram da competição | Desistiram da competição | Desistiram da competição |
| 12   | Kalev/Cramo            | Desistiram da competição | Desistiram da competição | Desistiram da competição | Desistiram da competição | Desistiram da competição | Desistiram da competição |

### Resultados
| Casa\Visitante     | AST | AVT | CSK | ENI | KAL | LOK | NIZ | PAR | MIN | UNI | ZEN | ZIE |
| ------------------ | --- | --- | --- | --- | --- | --- | --- | --- | --- | --- | --- | --- |
| Astana             |     |     |     |     |     |     |     |     |     |     |     |     |
| Avtodor Saratov    |     |     |     |     |     |     |     |     |     |     |     |     |
| CSKA Moscou        |     |     |     |     |     |     |     |     |     |     |     |     |
| Enisey Krasnoyarsk |     |     |     |     |     |     |     |     |     |     |     |     |
| Kalev/Cramo        |     |     |     |     |     |     |     |     |     |     |     |     |
| Lokomotiv Kuban    |     |     |     |     |     |     |     |     |     |     |     |     |
| Nizhny Novgorod    |     |     |     |     |     |     |     |     |     |     |     |     |
| Parma              |     |     |     |     |     |     |     |     |     |     |     |     |
| Tsmoki-Minsk       |     |     |     |     |     |     |     |     |     |     |     |     |
| UNICS              |     |     |     |     |     |     |     |     |     |     |     |     |
| Zenit St. Ptburgo  |     |     |     |     |     |     |     |     |     |     |     |     |
| Zielona Góra       |     |     |     |     |     |     |     |     |     |     |     |     |

## Playoffs

### Quartas de final
| Equipa 1               | Série | Equipa 2           | 1.º jogo | 2.º jogo | 3.º jogo |
| ---------------------- | ----- | ------------------ | -------- | -------- | -------- |
| CSKA Moscou            | 3 - 0 | Nizhny Novgorod    | 78 - 64  | 91 - 89  | 88 - 75  |
| Lokomotiv Kuban        | 3 - 0 | Parma              | 76 - 70  | 100 - 84 | 101 - 78 |
| Zenit Saint Petersburg | 3 - 0 | Enisey Krasnoyarsk | 104 - 55 | 83 - 75  | 82 - 55  |
| UNICS                  | 3 - 0 | Avtodor Saratov    | 106 - 76 | 97 - 59  | 88 - 79  |

### Semifinal
| Equipa 1               | Série | Equipa 2        | 1.º jogo | 2.º jogo | 3.º jogo | 4.º jogo | 5.º jogo |
| ---------------------- | ----- | --------------- | -------- | -------- | -------- | -------- | -------- |
| CSKA Moscou            | 3 - 1 | Lokomotiv Kuban | 93 - 90  | 86 - 72  | 82 - 94  | 94 - 84  | -        |
| Zenit Saint Petersburg | 3 - 1 | UNICS           | 65 - 74  | 76 - 67  | 68 - 67  | 75 - 69  | -        |

### Final
| Equipa 1    | Série | Equipa 2               | 1.º jogo | 2.º jogo | 3.º jogo | 4.º jogo  | 5.º jogo | 6.º jogo | 7.º jogo |
| ----------- | ----- | ---------------------- | -------- | -------- | -------- | --------- | -------- | -------- | -------- |
| CSKA Moscou | 3 - 4 | Zenit Saint Petersburg | 83 - 59  | 82 - 73  | 79 - 93  | 111 - 110 | 95 - 97  | 63 - 82  | 75 - 81  |

| Liga Unida de 2021–22 Campeão    |
| -------------------------------- |
| Zenit Saint Petersburg 1º Título |

## Clubes russos em competições europeias
| Clube           | Competição        | Resultado |
| --------------- | ----------------- | --------- |
| CSKA Moscou     | EuroLiga          |           |
| UNICS           | EuroLiga          |           |
| Zenit           | EuroLiga          |           |
| Lokomotiv       | EuroCopa          |           |
| Nizhny Novgorod | Liga dos Campeões |           |
| Tsmoki-Minsk    | Liga dos Campeões |           |
| Parma           | Liga dos Campeões |           |
|                 | Copa Europeia     |           |
|                 |                   |           |